# Поліція Сербії
Поліція Сербії (серб. Полиција Србије / Policija Srbije) — основний правоохоронний орган Сербії, який займається боротьбою проти злочинності. Перебуває у віданні Міністерства внутрішніх справ Сербії. У підпорядкуванні поліції знаходяться 15 підрозділів і 27 регіональних поліцейських відділень.

## Призначення
У відання поліції входять такі обов'язки:
- захист безпеки Республіки Сербія, розкриття і запобігання діяльності, спрямованої на підрив або руйнування конституційного ладу;
- охорона життя, особистої і майнової безпеки громадян;
- запобігання та виявлення злочинів, відстеження та арешт злочинців, їх залучення до відповідальності компетентними органами;
- підтримання громадського порядку та світу;
- забезпечення безпеки мітингів та інших зборів громадян;
- забезпечення безпеки визначених осіб і об'єктів;
- безпека дорожнього руху;
- контроль перетину державного кордону;
- контроль пересування і проживання у прикордонній зоні;
- контроль пересування і перебування іноземців;
- придбання, зберігання і носіння зброї та боєприпасів;
- виробництво і продаж вибухових речовин, горючих рідин та газів;
- протипожежний захист;
- державна служба;
- контроль унікальних ідентифікаційних номерів;
- перевірка посвідчень особи;
- перевірка проїзних документів;
- перевірка легальності постійного і тимчасового перебування громадян;
- навчання персоналу;
- інші види діяльності, передбачені законом.

## Організація

### Загальний опис
У віданні головного управління поліції при МВС знаходяться п'ять відділів:
- Відділ організації профілактики і підтримки порядку в житлових районах
- Відділ громадського порядку та інших поліцейських справ
- Відділ особливих дій, втручання поліцейських частин, підготовки самооборони і резерву
- Відділ контролю за легітимністю роботи
- Відділ кадрового забезпечення, вдосконалення та навчання

У Сербії всього знаходяться 161 поліцейські дільниці, 62 прикордонні патрульні дільниці і 49 мобільні дільниці. Станом на 30 вересня 2006 в МВС працювали 42740 осіб, з них 26527 в поліції (6,9 % працівників становили жінки).

### Особливі підрозділи
- Жандармерія Сербії[en]
- Спеціальна антитерористична група
- Протитерористична група Сербії
- Вертолітний підрозділ поліції Сербії
- Поліцейська бригада (Сербія)

## Освіта та підготовка
Навчання поліцейських у Сербії ведеться у Головному навчальному центрі, а також Академії поліції та кримінального права. Місцеві навчальні центри відділення Головного центру розташовані в містах Белград, Макиш, Ясеново, Митрово-Поле, Петрово-Село, Кула, Кліса і Куршумлийска-Лазня.

## Транспорт

### Автомобілі
Курсивом виділені автомобілі, що нині не використовуються
- BMW F10
- Fiat Ducato
- Fiat Grande Punto
- Mercedes-Benz Sprinter
- Mitsubishi Outlander
- Mitsubishi RVR
- Peugeot 307
- Peugeot 308
- Peugeot Boxer
- Volkswagen Golf Mk6
- Volkswagen Polo
- Volkswagen Polo Mk5
- Zastava Florida
- Zastava Koral
- Zastava Rival
- Zastava Skala
- Dartz (15 одиниць)

### Вертольоти
- Bell 206 (8 одиниць)
- Bell 212 (3 одиниць)
- Aérospatiale Gazelle (10 одиниць)
- Aérospatiale SA 330 Puma (1 одиниця)
- Sikorsky S-76 (1 одиниця)

## Галерея автомобілів поліції

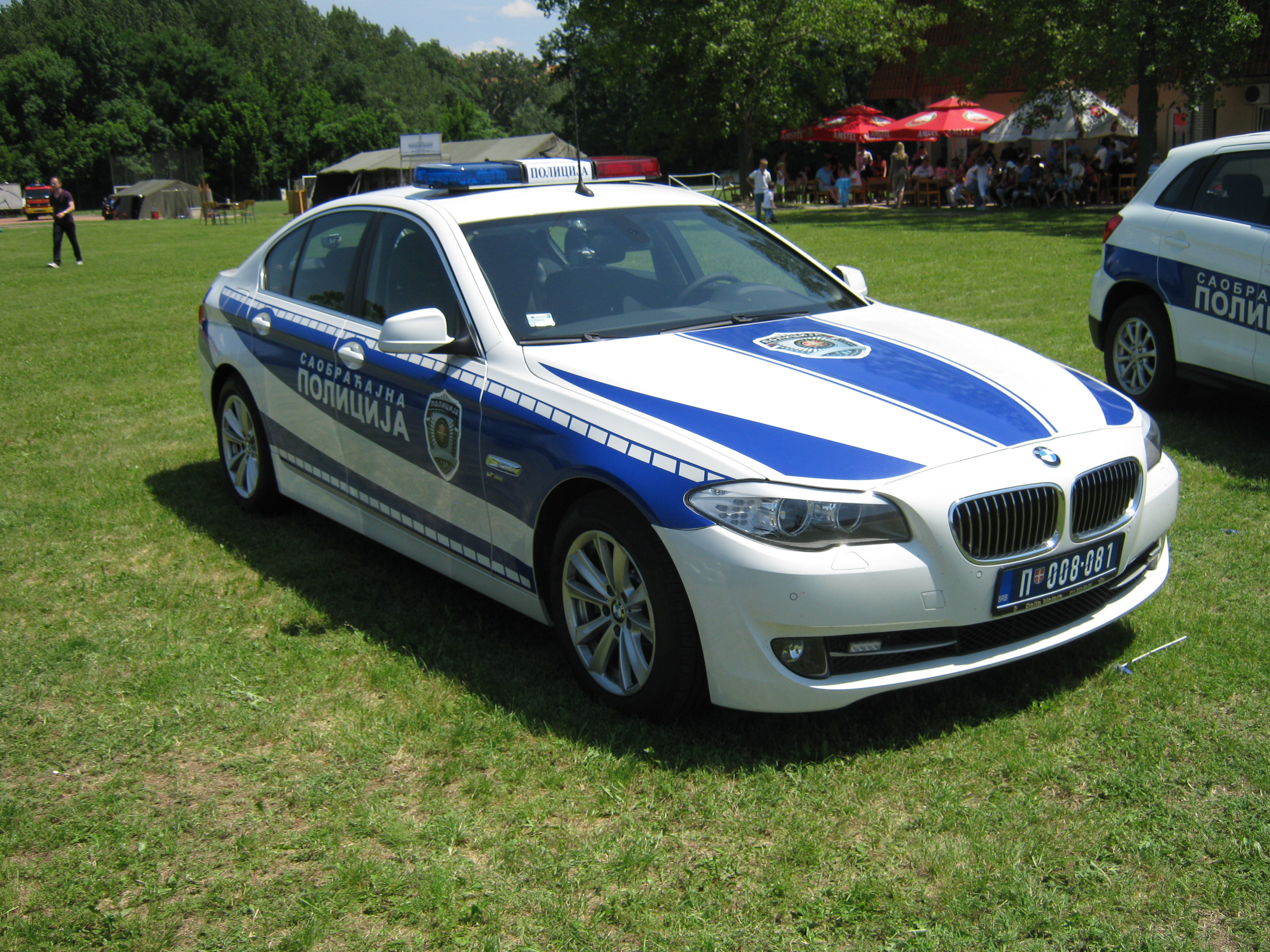
BMW, дорожня поліція
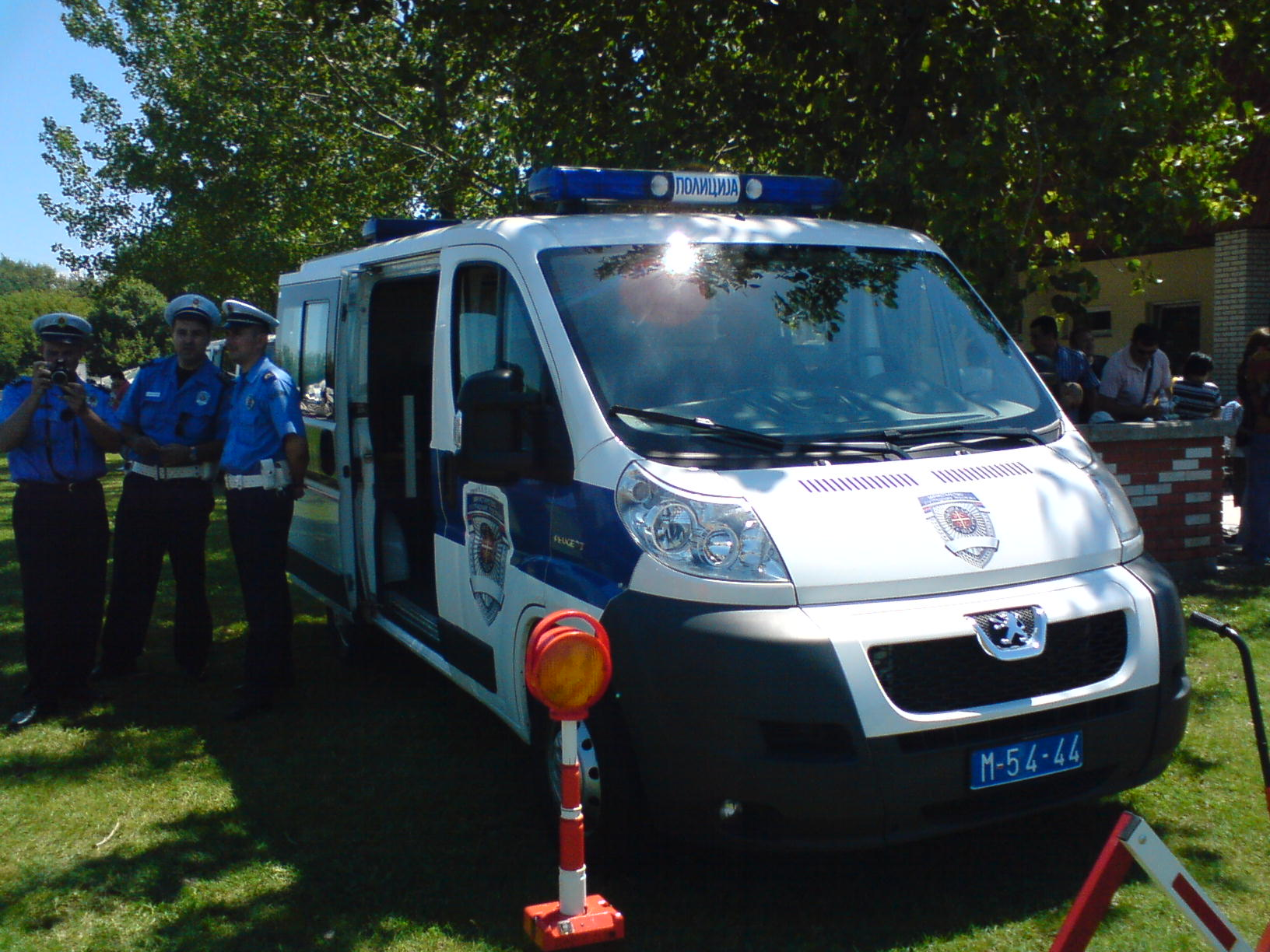
Peugeot Van
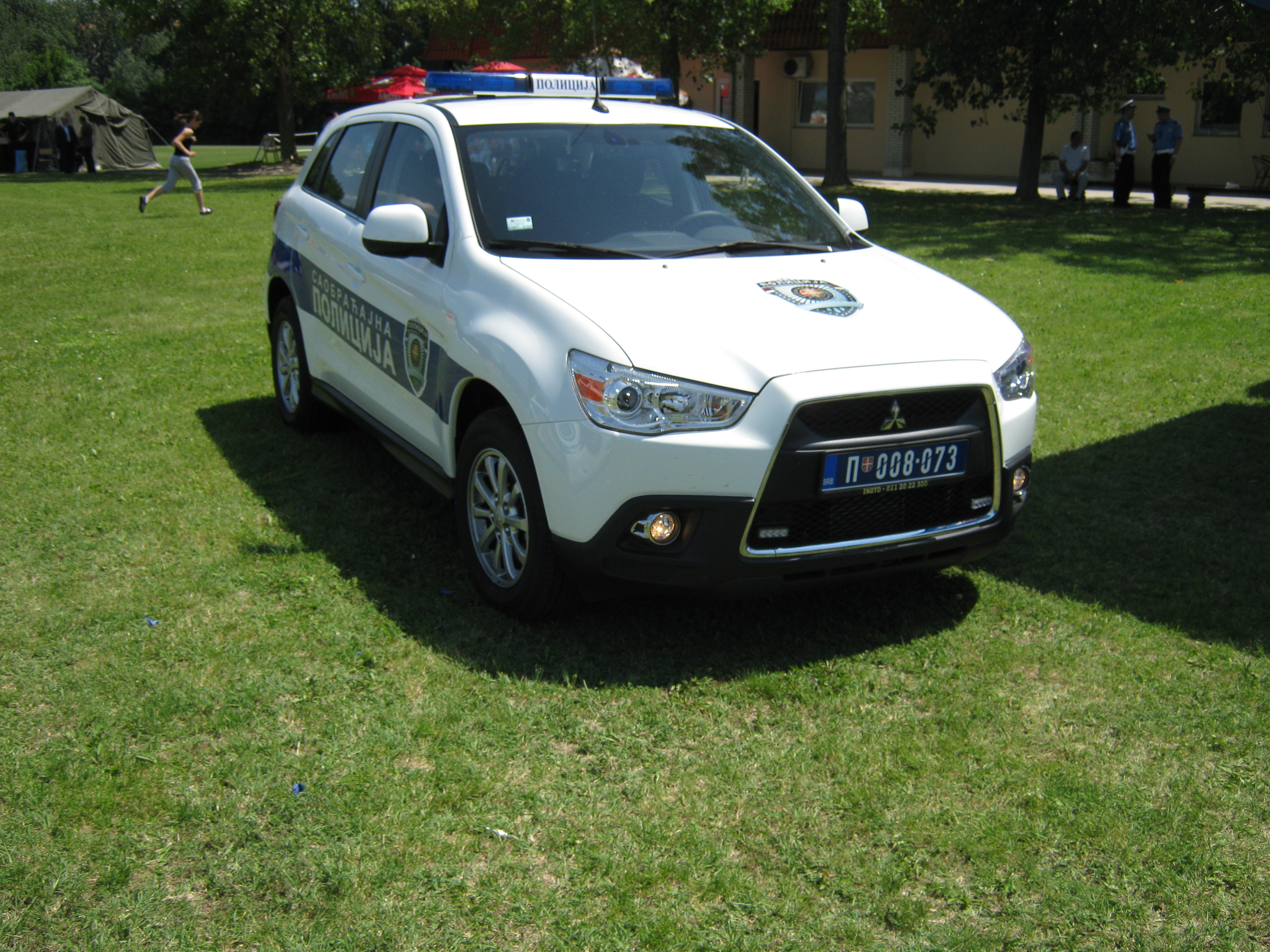
Mitsubishi, загін дорожньої поліції
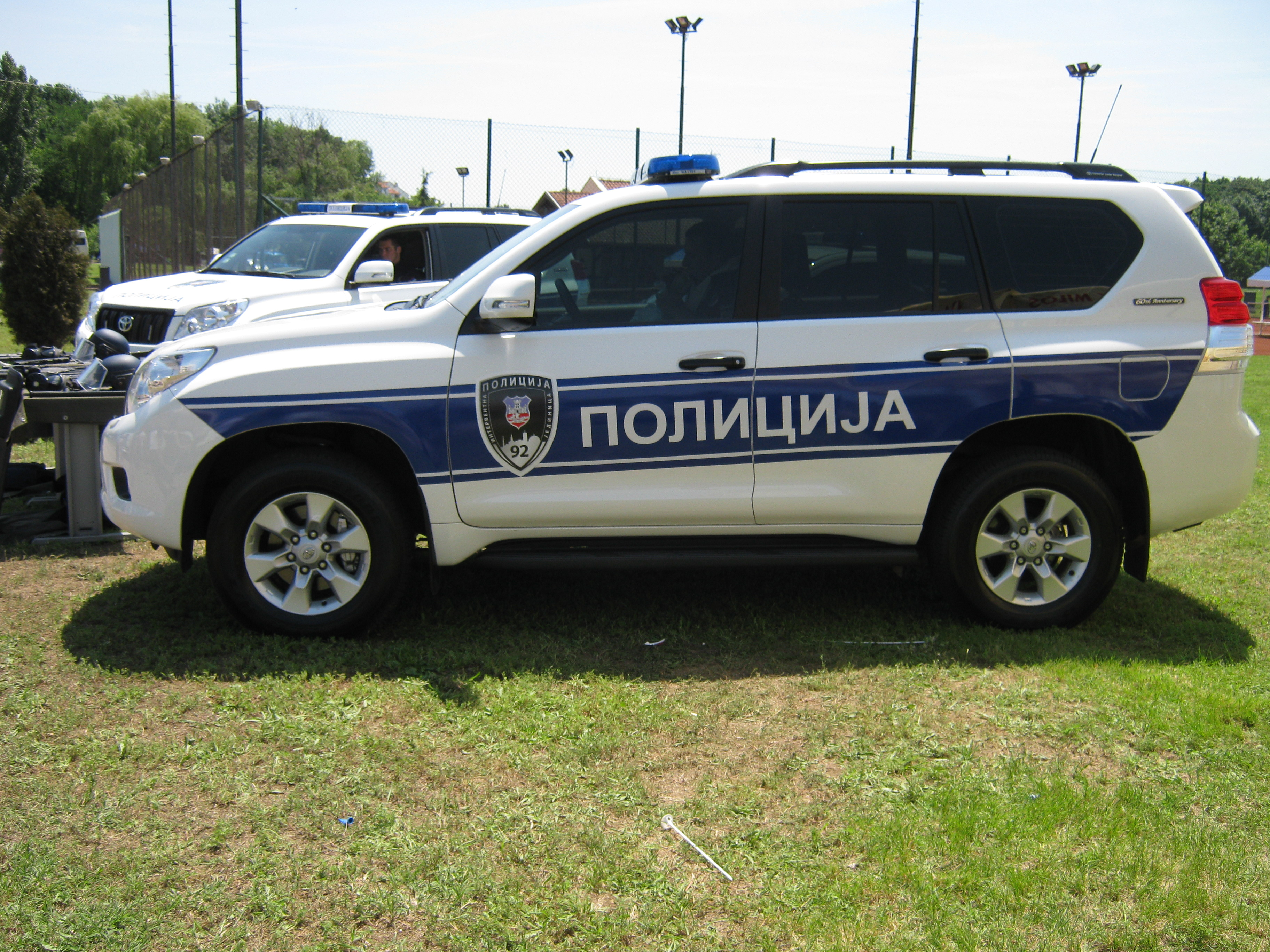
Toyota, група швидкого реагування Белград 92
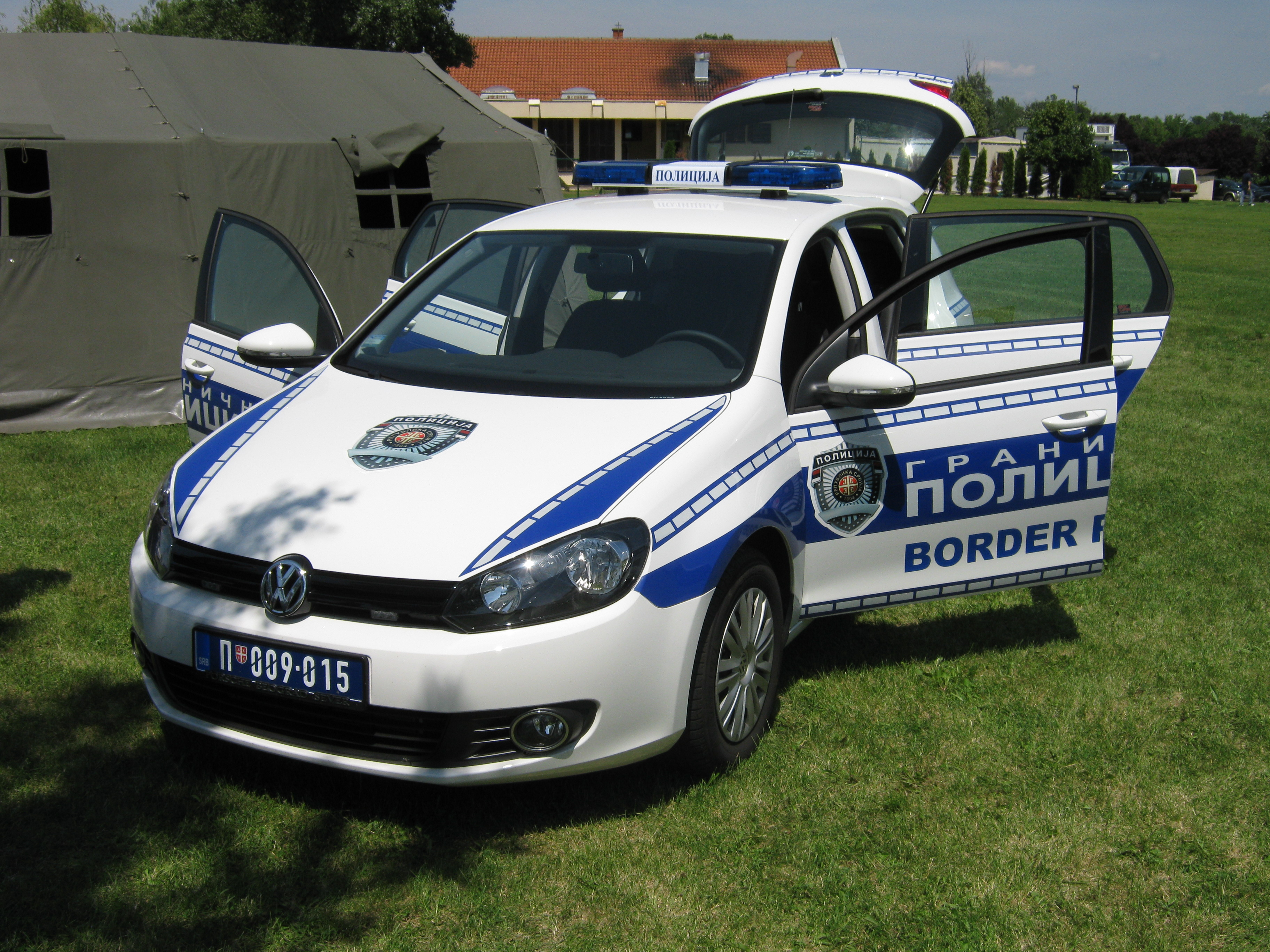
Volkswagen прикордонної поліції
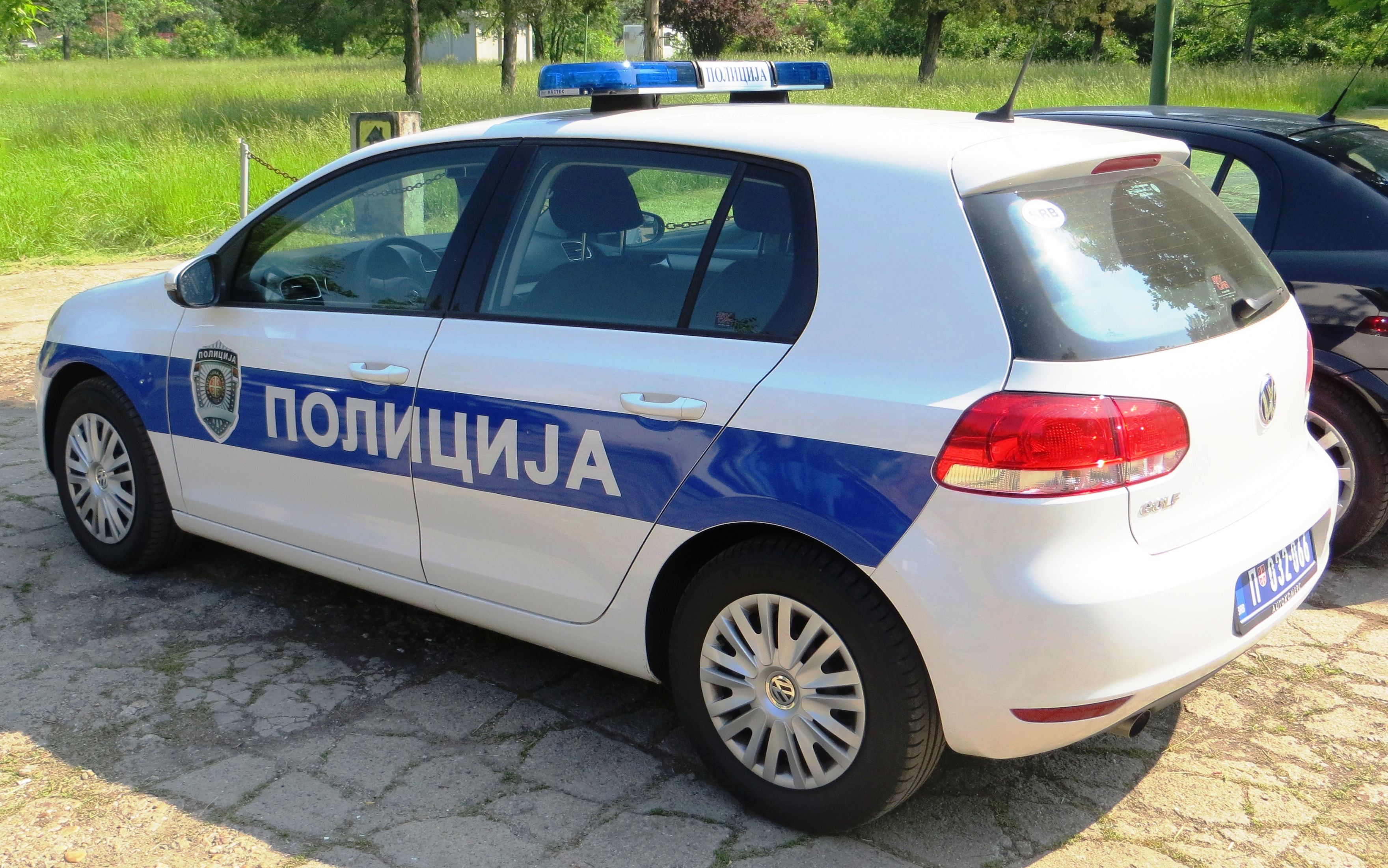
Volkswagen Golf Mk6
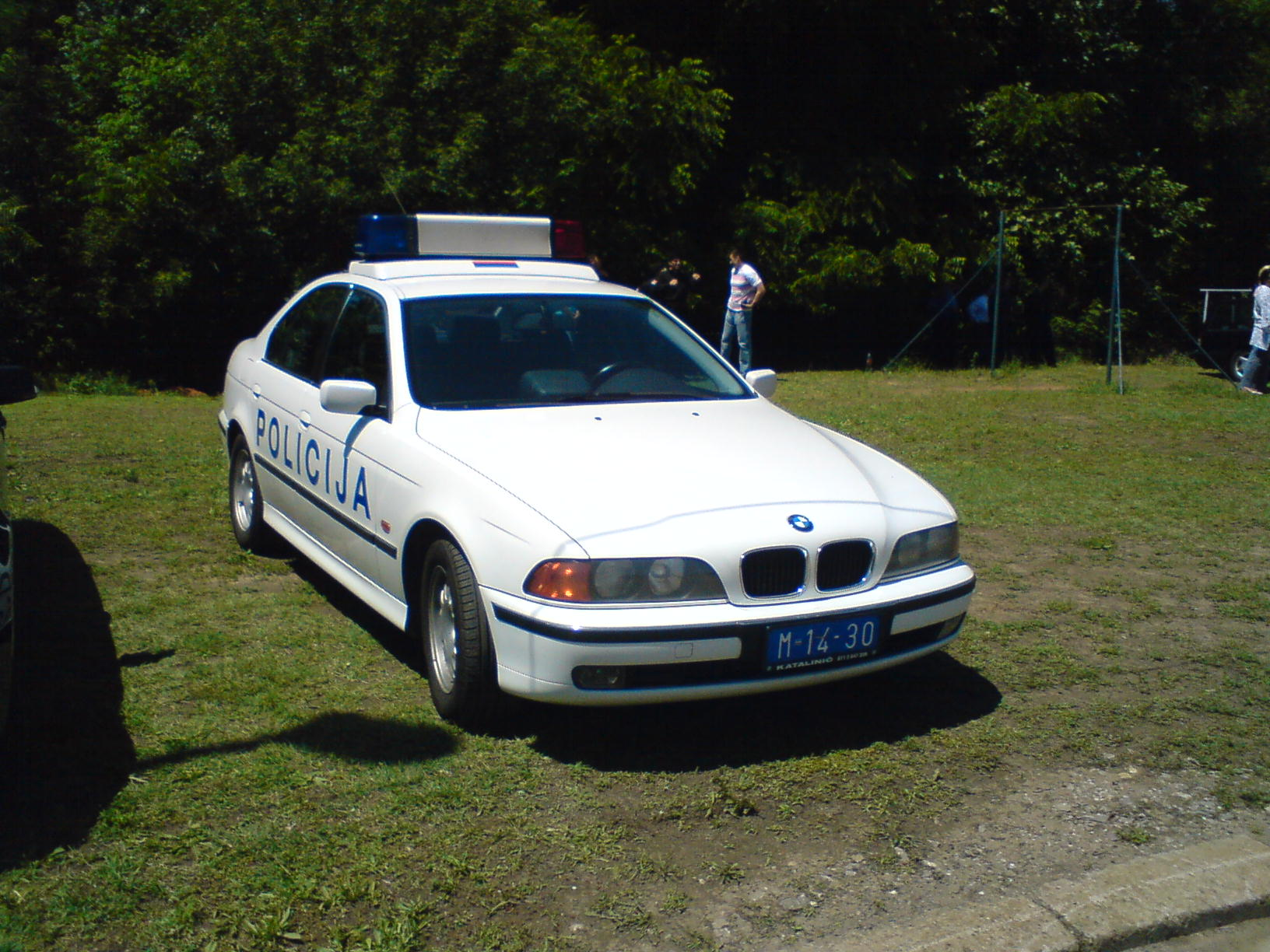
BMW 5
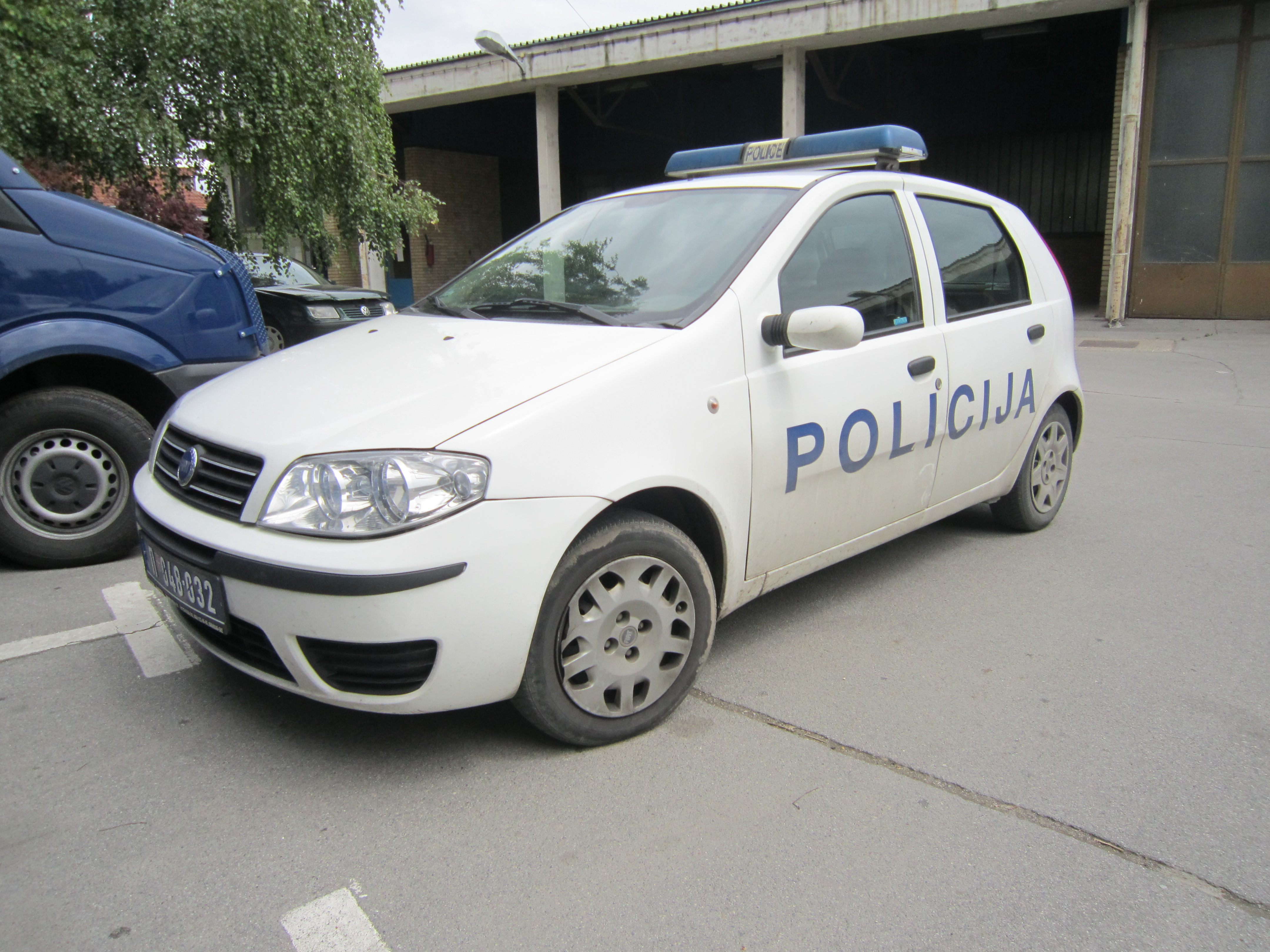
Fiat
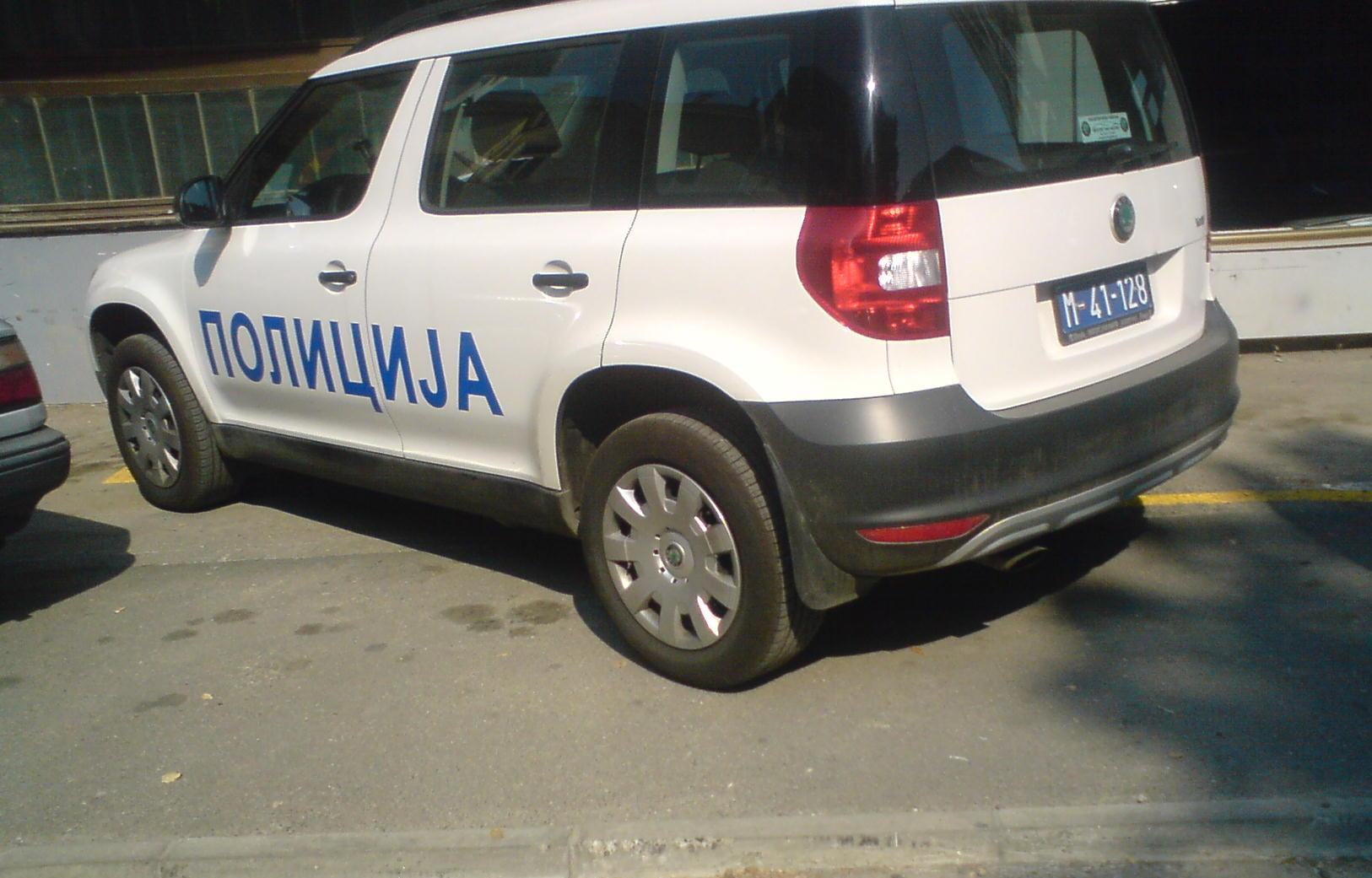
Škoda Yeti